# Ла-Тур (Приморские Альпы)
Ла-Тур (фр. La Tour) — коммуна на юго-востоке Франции в регионе Прованс — Альпы — Лазурный берег, департамент Приморские Альпы, округ Ницца, кантон Ванс. До марта 2015 года коммуна административно входила в состав упразднённого кантона Виллар-сюр-Вар (округ Ницца).
Площадь коммуны — 36,7 км², население — 408 человек (2006) с выраженной тенденцией к росту: 537 человек (2012), плотность населения — 14,6 чел/км².

## Население
Население коммуны в 2011 году составляло — 501 человек, а в 2012 году — 537 человек.
| 1962 | 1968 | 1975 | 1982 | 1990 | 1999 | 2006 | 2008 | 2011 | 2012 |
| ---- | ---- | ---- | ---- | ---- | ---- | ---- | ---- | ---- | ---- |
| 190  | 170  | 176  | 148  | 286  | 300  | 408  | 439  | 501  | 537  |

Динамика численности населения:

## Экономика
В 2010 году из 294 человек трудоспособного возраста (от 15 до 64 лет) 224 были экономически активными, 70 — неактивными (показатель активности 76,2 %, в 1999 году — 64,2 %). Из 224 активных трудоспособных жителей работали 206 человек (126 мужчин и 80 женщин), 18 числились безработными (9 мужчин и 9 женщин). Среди 70 трудоспособных неактивных граждан 12 были учениками либо студентами, 30 — пенсионерами, а ещё 28 — были неактивны в силу других причин.
На протяжении 2010 года в коммуне числилось 165 облагаемых налогом домохозяйств, в которых проживало 422,5 человека. При этом медиана доходов составила 16 тысяч 436 евро на одного налогоплательщика.